# Blå näbbcichlid
Blå näbbcichlid (Labeotropheus fuelleborni) är en fiskart som beskrevs av Ahl 1926. Blå näbbcichlid ingår i släktet Labeotropheus och familjen Cichlidae. IUCN kategoriserar arten globalt som livskraftig. Inga underarter finns listade.

## Bildgalleri

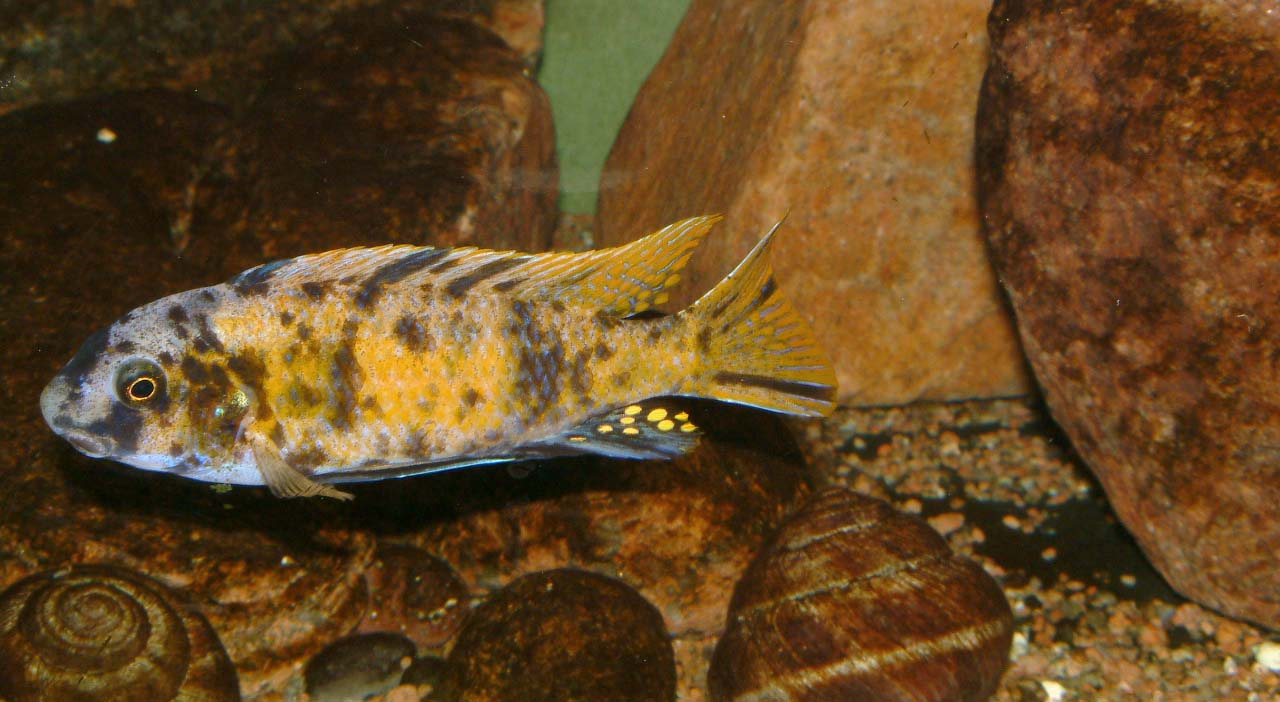
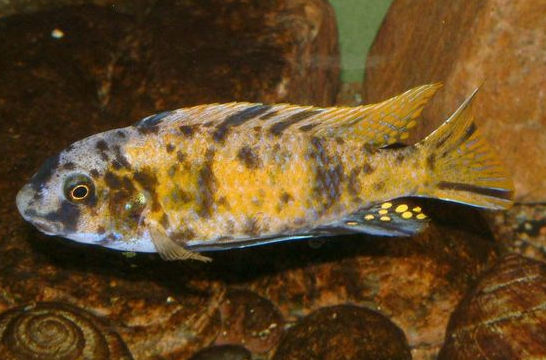
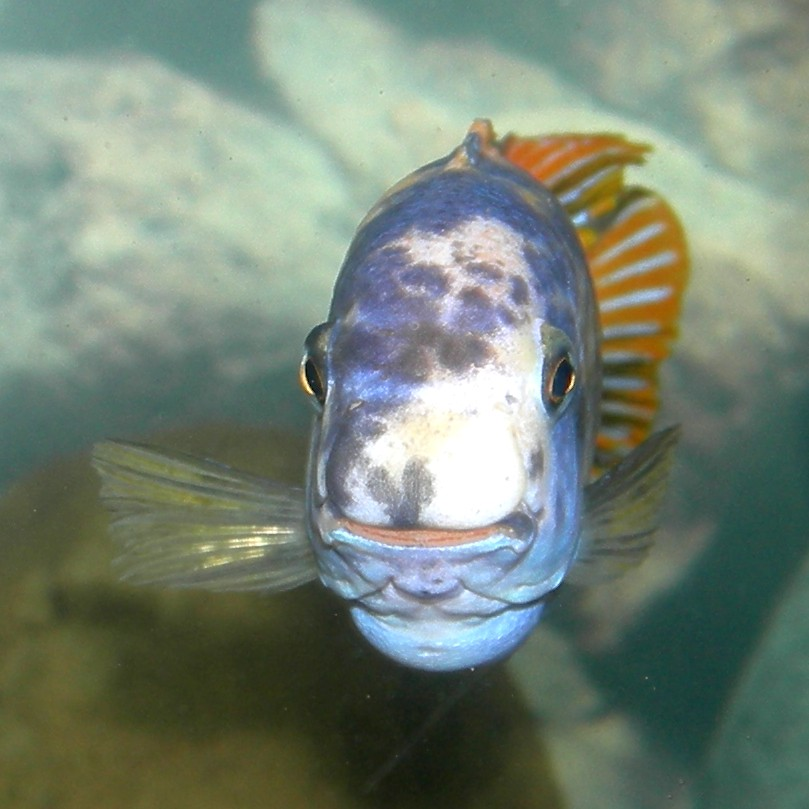
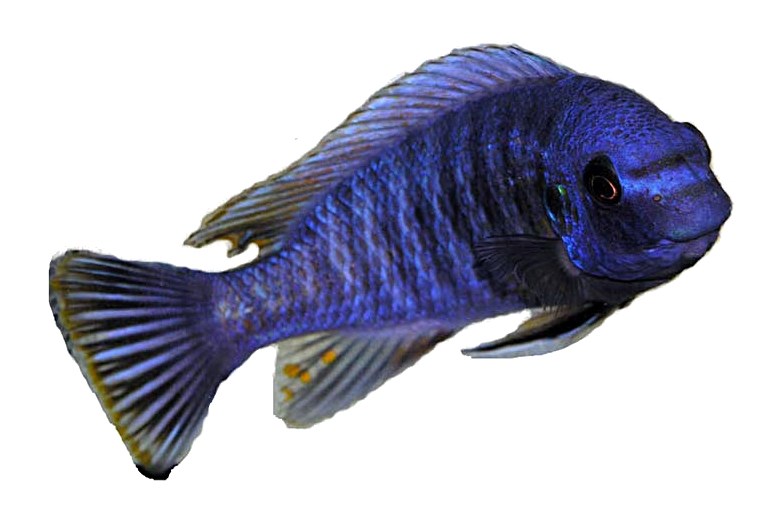
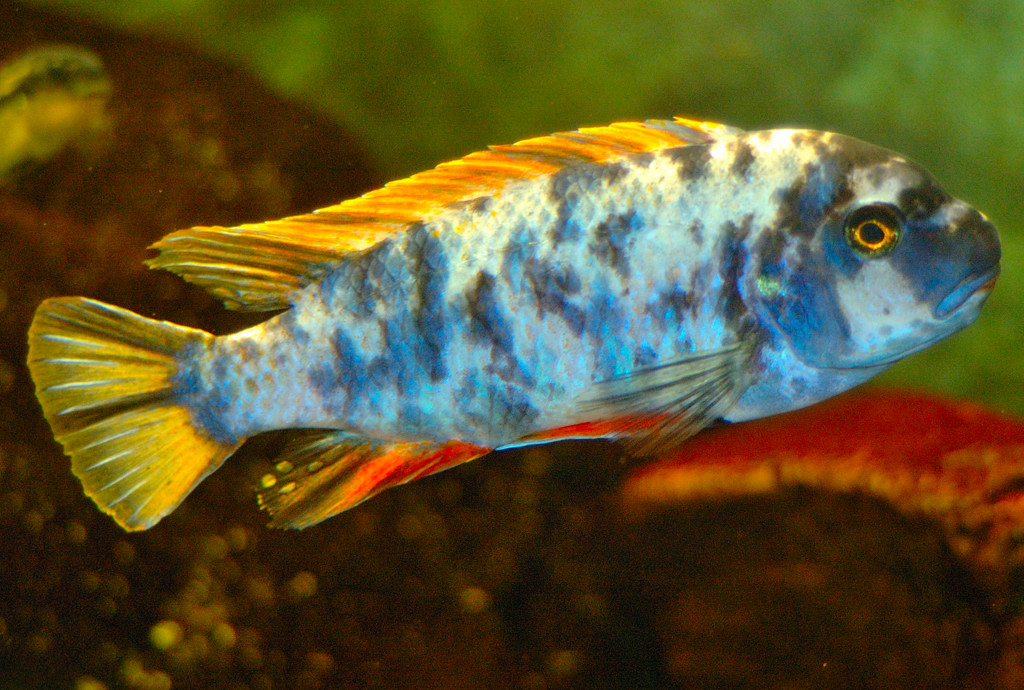